# Interflug-Flug 450/742
Am 14. August 1972 stürzte ein Verkehrsflugzeug der Interflug, Flug IF450/742, in der Nähe der Stadt Königs Wusterhausen südlich von Berlin ab. An Bord der Maschine, einer Iljuschin Il-62, waren 148 Passagiere und acht Besatzungsmitglieder, von denen niemand den Absturz überlebte. Durch einen Brand im Heck verlor die Maschine das Leitwerk, was zum vollständigen Verlust der Stabilität und der Steuerbarkeit des Flugzeuges führte.
Der Absturz war der erste Unfall eines Verkehrsflugzeugs mit Todesfolge bei der Interflug, der staatlichen Fluggesellschaft der DDR, und der folgenschwerste Flugunfall in Deutschland überhaupt.
Zum damaligen Zeitpunkt handelte es sich um den schwersten Unfall mit einer Il-62 (siehe Listen von Luftfahrt-Zwischenfällen). Es war der weltweit zweite Unfall einer Il-62 mit Todesopfern.

## Ablauf
Die Maschine mit dem Luftfahrzeugkennzeichen DM-SEA (Werksnummer 00702), die im April 1970 als erste Il-62 der Interflug in Dienst gestellt worden war und bis zum Absturz rund 3520 Flugstunden absolviert hatte, startete am 14. August 1972 um 16:29 Uhr vom Flughafen Berlin-Schönefeld. Ziel war der Flughafen Burgas in Bulgarien.  Der 51-jährige Kommandant Heinz Pfaff flog die Il-62 seit ihrer Einführung bei der Interflug und hatte insgesamt 8100 Flugstunden mit über vier Millionen Flugkilometern Flugerfahrung, unter anderem auch als Pilot der Il-14 und Il-18. Weitere Besatzungsmitglieder waren der Copilot Lothar Walther mit 6041 Flugstunden, Navigator Achim Filenius (8570), der 1963 den Flugunfall bei Königsbrück überlebt hatte, Flugingenieur Ingolf Stein (2258) und vier Flugbegleiterinnen.
Etwa 100 Kilometer von Berlin entfernt, südöstlich von Cottbus, bemerkte die Besatzung um 16:43 Uhr in etwa 8900 Metern Höhe Probleme mit der Trimmung des Höhenleitwerks. Eine Minute später wurde nach Absprache mit der Flugsicherung die Rückkehr nach Berlin-Schönefeld eingeleitet. Um 16:51 Uhr entschied sich die Besatzung, fünf Tonnen Treibstoff abzulassen (Treibstoffschnellablass), um eine Überlastlandung (overweight landing) zu vermeiden, was drei Minuten später eingeleitet wurde. Anschließend wurde eine Linkskurve in Richtung des südlich von Storkow befindlichen Funkfeuers Hotel Mike ausgeführt, das kurz darauf überflogen wurde. Im weiteren Sinkflug löste sich das Heck mit Höhen- und Seitenleitwerk vom Rumpf. Dies führte zum Verlust der Stabilität und Steuerbarkeit des Flugzeuges. Die Maschine kippte kopfüber ab und wurde dadurch starken aerodynamischen Belastungen ausgesetzt, in deren Folge sich auch ein Teil des vorderen Rumpfes und Teile der Tragflächen noch in der Luft lösten. Die Trümmerteile schlugen um 17:01 Uhr 400 bis 600 Meter östlich des Stadtrands von Königs Wusterhausen auf. Noch um 16:59 Uhr hatten die Piloten im Funkverkehr über zunehmende Probleme mit der Höhensteuerung in einem letzten Notruf informiert: „Mayday, Mayday, Mayday. Unmöglich, Höhe zu halten, hatten Brand, haben Schwierigkeiten mit der Höhensteuerung“.
Eine Notlandung auf dem näher gelegenen Flughafen Cottbus hätte möglicherweise viele Menschen retten können. Vermutlich versuchte der erfahrene Flugkapitän Heinz Pfaff dies nicht, weil der Besatzung der Ernst der Lage nicht bewusst sein konnte (siehe unten).

## Ursache
Außerhalb der Druckkabine im Heck befindet sich bei der IL-62 ein nicht einsehbarer Raum. Dort verlaufen Heißluftleitungen (Überdruck, 300 °C) mit Zapfluft vom Triebwerk zur Klimaanlage. In diesen Leitungen entstand ein Leck und rief einen Schaden an der Isolierung von elektrischen Kabeln hervor. Durch diesen kam es zu einem Kurzschluss mit Lichtbogenbildung und Entzündung von Magnesiumlegierungen der Struktur mit Temperaturen von bis zu 2000 °C. Der dadurch entstandene Funkenflug führte im Frachtbereich des Hecks zu einem Brand. Durch die Kabelbeschädigungen gab es bereits kurz nach dem Start Störungen beim Trimmen des Höhenruders. Im betroffenen Heckladeraum lagerte zudem leicht entzündliches Enteisungsmittel, das sich entzündete. Der Brand wurde von der Besatzung nicht bemerkt, da es damals im Heckteil der Il-62 keine Brandmelder gab. Da auch keine Sichtverbindung von der Kabine in das hintere Heckteil bestand, war sich die Besatzung des Ausmaßes der technischen Probleme nicht bewusst. Durch den Brand verlor das Heckteil seine strukturelle Stabilität und löste sich zusammen mit dem gesamten Leitwerk vom Rumpf. Danach erfolgte der Absturz aus einer Höhe von mehreren hundert Metern, bei dem auch noch ein Rumpfteil vorn abbrach.

## Folgen

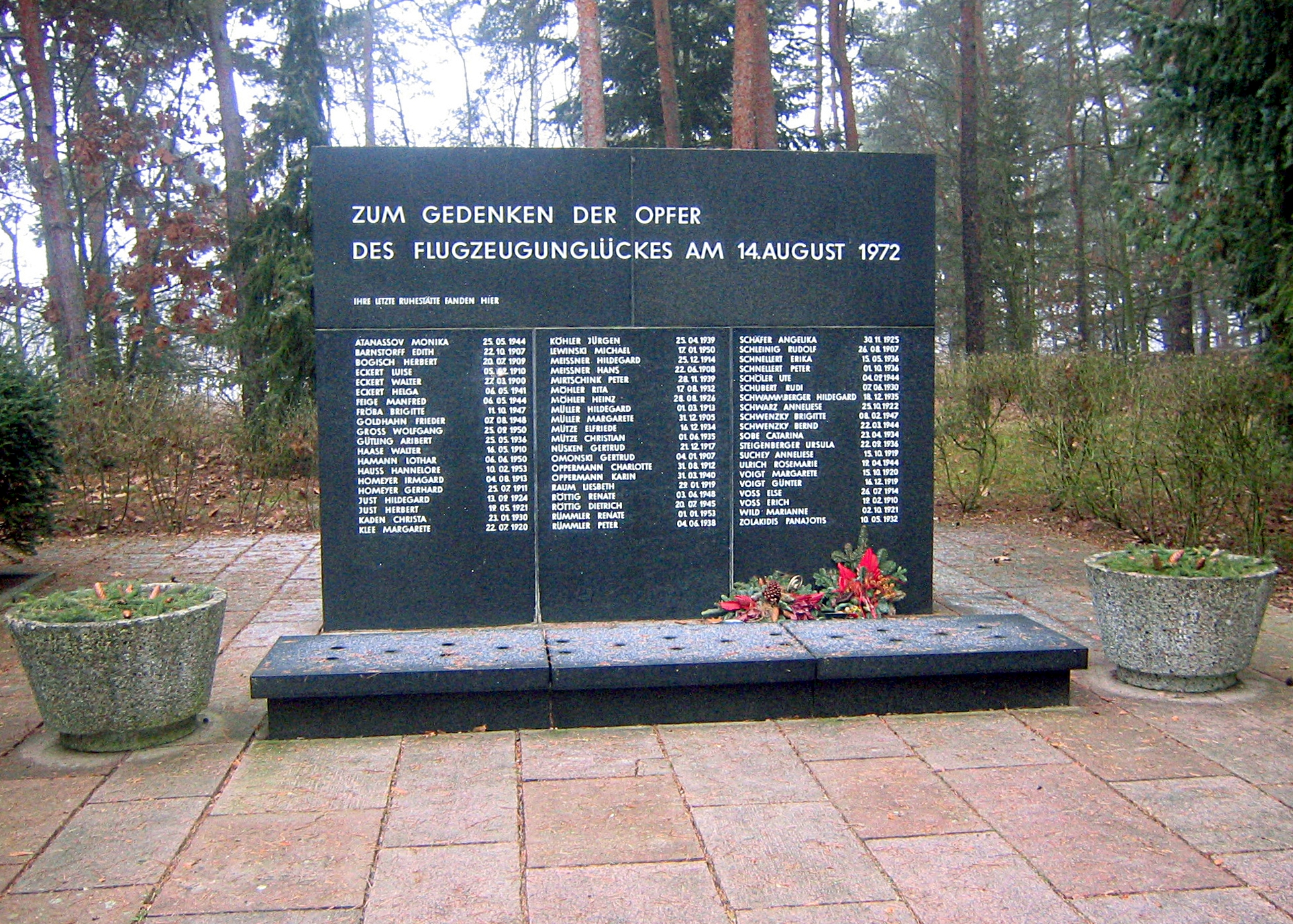
Gedenktafel in Wildau für die 60 Opfer des Absturzes, die hier beigesetzt wurden

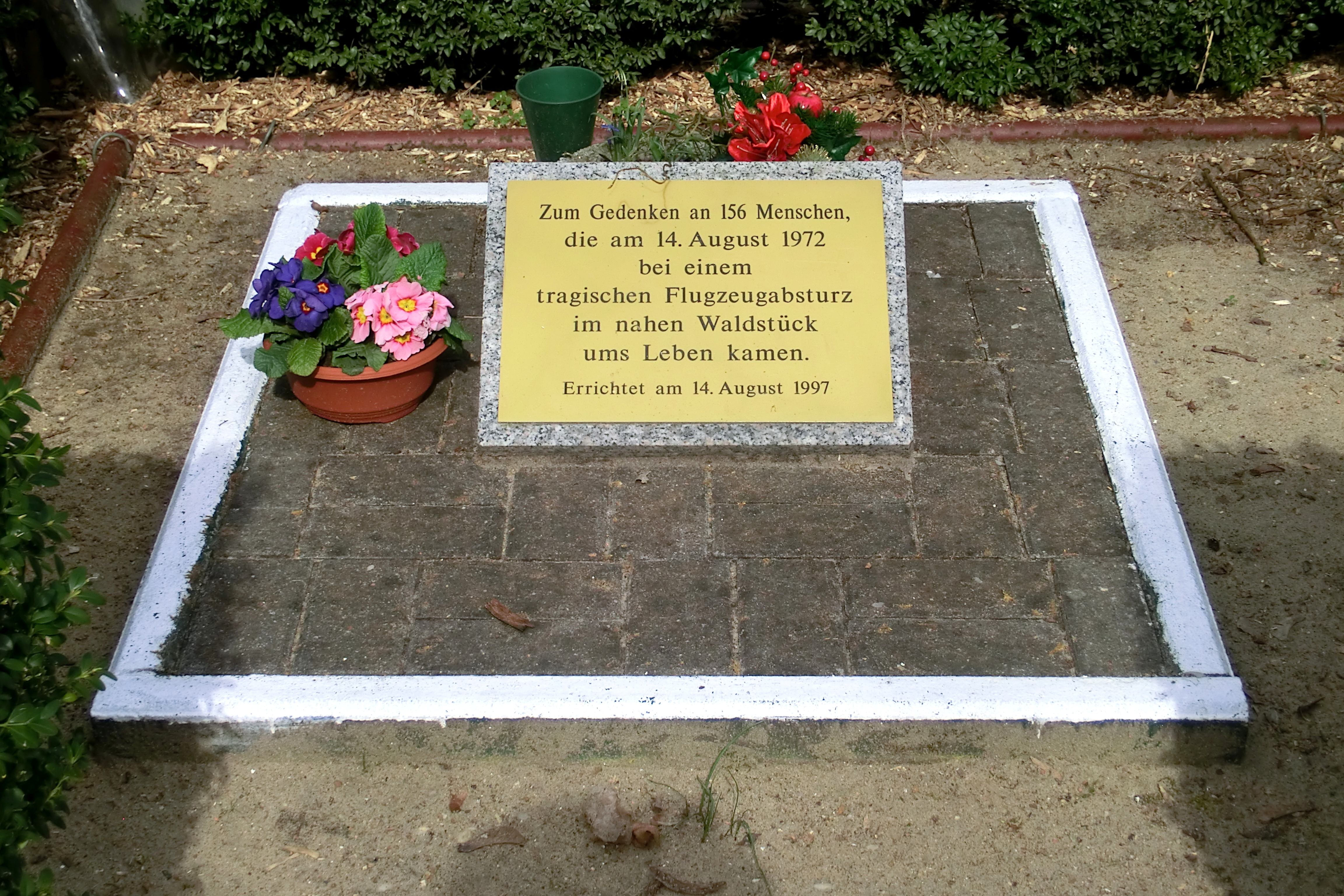
Gedenktafel in Königs Wusterhausen

Die Luftfahrtinspektion der DDR, die Kriminalpolizei und das MfS untersuchten die Unfallursache akribisch, ihre Akten sind im Bundesarchiv erhalten. Während der Ermittlung galt ein Flugverbot für die Il-62 der Interflug. Die Untersuchungskommission kam zu dem Ergebnis, dass die im nicht druckbelüfteten Heckteil befindlichen undichten Heißluftkanäle den Absturz ausgelöst hatten. Der Unfall war also auf einen Konstruktionsfehler zurückzuführen, was jedoch vom OKB Iljuschin, dessen Generalkonstrukteur Genrich Nowoschilow an der Untersuchung beteiligt war, nie bestätigt wurde. Infolge dieser Erkenntnisse wurden an der Il-62 vom Hersteller Veränderungen vorgenommen, zu denen der Einbau zusätzlicher Brandmelder, Löscheinrichtungen und eines Sichtfensters in die Trennwand zum Heckraum zählten. Darüber hinaus wurden zusätzliche periodisch durchgeführte Kontrollen – sogenannte „Klimasonderkontrollen“ – angeordnet. Im weiteren Flugbetrieb der Il-62 traten keine Probleme dieser Art mehr auf.

## Opfer
Eine Gedenkstätte für die Opfer befindet sich auf dem Friedhof der Stadt Wildau (Ortsteil Hoherlehme); sie ist zugleich Sammelgrab für die 60 auf dem Stein namentlich genannten Opfer, die nicht mehr identifiziert werden konnten. In Königs Wusterhausen erinnert eine Gedenktafel nahe der Absturzstelle an den Unfall.
Unter den Todesopfern befand sich die viermalige SBZ- bzw. DDR-Meisterin im Schach Gertrud Nüsken.

## Ehrung
In Königs Wusterhausen wurde am 52. Jahrestag des Unglücks im August 2024 die Straße Am Wasserwerk zu Ehren des Piloten der Maschine in Heinz-Pfaff-Straße umbenannt. Durch sein Handeln war die Stadt vor einem schlimmeren Unglück bewahrt worden und das Flugzeug nicht in einem Wohngebiet aufgeschlagen.

## Filme/Reportagen
- Der Todesflug der IL 62. Eine Dokumentation der Reihe Vergessene Katastrophen des Mitteldeutschen Rundfunks (MDR) von Jens Stubenrauch und Titus Richter, 45 Minuten; Erstausstrahlung 1998[11]
- Interflug IF 450 – Die Katastrophe von Königs Wusterhausen Episode 5 des Podcasts Flugforensik – Abstürze und ihre Geschichte 44 Minuten vom 6. Juli 2022